# サタン (魔導物語)
サタン（SATAN）は、魔導物語シリーズおよびぷよぷよシリーズの登場人物である。
初出はMSX2版『魔導物語2』であり、同作では最終ボスとして主人公のアルル・ナジャの前に立ちはだかるが、自分がかわいがっていたカーバンクルが彼女についていったことから、以降の作品ではカーバンクルとアルルに執着するようになり、『ぷよぷよ』シリーズなど多くの作品で最終ボスや終盤のボスを務めていることが多い。
また、一部の作品では、変装してマスクドサタン（MASKED SATAN）もしくはマスクド校長先生として登場する。
セガ作品においては、『ぷよぷよ!』から登場しており、カーバンクルとアルルの関係も含め、コンパイル時代からの設定がほぼ引き継がれている。
日本国外版および一部作品の英語設定では、多くの作品で名前が「Dark Prince（ダークプリンス）」に置き換えられている。
本項では、マスクドサタンなどの派生キャラクターについても解説する。

## 設定
「魔界のプリンス」または「闇の貴公子」を自称しており、膨大な魔力を有している。
基本的に面倒くさがりな性格であると同時に、他人が理解できない目的でもまじめに取り組むため、トラブルの元になる。また、見た目とは裏腹に幼い一面を持つが、立ち直るのも早い。ナルシストでプライドが高く、カーバンクル以外の者には尊大に振舞う。
その一方、魔導学校でマスクド校長先生を務めるときは、年長者らしく、やや落ち着いた振る舞いをしている。
年齢は10万25歳。一人称は「我」「私」「サタンさま」。

## デザイン
基本的には、角と翼をもった男性として描かれている。『魔導物語ファンブック イラストレーション&アザーズ』のキャラクター紹介ページでは、頭部の角を除いた身長は188cm（可変）と記載されている。
セガ作品におけるサタンの衣装デザインは、『15th』などでは『ぷよぷよ』や『ぷよぷよ通』の衣装に、 『20th』などでは『ぷよぷよ〜ん』の衣装に近いデザインになっている。

## 作中での活躍

### コンパイル時代
MSX2版『魔導物語2』で最終ボスとして初登場し、ライラの遺跡の最深部に辿り着いたアルルの実力を認め妃にしようとするが断られ、さらにアルルの目的が自身が溺愛するカーバンクルの命だと勘違いし彼女に襲いかかるが返り討ちにあい、その後カーバンクルはアルルに付いて行く。それ以降、自分の元から去ったカーバンクルとアルルに執着するようになり、『ぷよぷよ』シリーズなど多くの作品で最終ボスや終盤のボスを務めていることが多い。
『ぷよぷよ通』においては、本来の姿とは別に、仮面をつけた謎の人物・マスクドサタンとして、隠しボスとしても登場している。また、SFC版『リミックス』やPCE版など一部の機種の総当たり戦「通モード」では、サタンの後に続けて最終ボスとして登場する。
なお、多くのキャラクターはマスクドサタンの正体を知っているものの、マスクドサタンが登場した『鉄腕繁盛記』ではルルーは正体に気づいていなかった。
また、魔導学校の校長としてのサタンの姿を描いた『魔導物語 はちゃめちゃ期末試験』（DS12号）、『ルルーの鉄拳春休み』（DS14号）、『セリリのはっぴーばーすでぃ』（DS18号）では、同様のデザインで、マスクド校長先生として登場している。これらの作品では仮面だけでなく強大な魔力で姿をカモフラージュしているため、アルルを初めとする生徒達には正体がバレていない。ルルーの心の傷を治したり、セリリに相手を思いやる気持ちの大切さを説くなど、親身になって教育に励んでいる。
『ぷよぷよ〜ん』では、GBC版以外の特技は「サタンクロス」、GBC版の特技は「バニッシュ」。『ぷよぷよBOX』の「ごちゃまぜぷよぷよ」で「よ〜ん」スタイルの敵キャラとして登場するときの特技は「トランスファー」。

### セガ時代
セガ時代の作品において、サタンは旧作の世界観に準拠した『みんなでぷよぷよ』で登場した後は、新たな世界観となった『ぷよぷよフィーバー』以降しばらく未登場となっていたが、記念作品である『ぷよぷよ! Puyopuyo 15th anniversary』より異世界から現れたという設定で再登場した。それ以降のシリーズではほぼ全作品で登場するようになり、『ぷよぷよ7』と『ぷよぷよeスポーツ』以外は、全て隠しキャラクターとして登場している。また、『ぷよぷよ!』の発売直後には、当時期間限定で展開されていた無料の対戦ゲーム『ぷよぷよフィーバー 〜ぷよぷよ15周年カーニバル版〜』において、ゲスト出演を果たしている。
ぷよ地獄の創始者で、魔界の貴公子を自称する点や、カーバンクルを気に入っており、アルルを婚約者だと言い張る点、そして魔導学校の校長先生を務めている点は旧作と同じである。
一人称は基本的に「私」だが、旧作通り「サタンさま」とも自称する。アミティらからは「おじさん」と呼ばれ激怒した一面もある。彼もおにおんの言葉を理解することができる。
『ぷよぷよ!』のストーリーでは最終ボスとして登場している。当初は優勝メダルの力でアルルとハネムーンに出かけようと企んでいたが、自身の発した一言から自身の学校でプリンプ魔導学校の生徒らと強化合宿することになってしまう。
『ぷよぷよ7』では、ほかのキャラクター同様アルル（ダークアルル）に騙されてりんごとぷよ勝負を行うほか、様子がおかしいアルルの真相を突き止めるべくりんごと共にアルルの元へ向かう。「だいへんしん」では角の長さと服の色がわずかに変わるだけであり、「変身してもあまり姿が変わらない」とすけとうだらたちの間で噂になっている。
『ぷよぷよ!!』ではプリンプタウンに居着いており、アルルを迎え入れるべく「DXサタン城」という名前の城を建てるが、自ら吹き荒らした嵐がきっかけで城を破壊されかけた。その後、エコロと共謀してプリンプタウンの住民の願いをさらけ出して片っ端からかなえる作戦を企むも、計画が破綻し、最終的にエコロに体を乗り移られた（と見せかけた）ところをアルルに倒される。
同作では声違いキャラクターとしてはげしいこえのサタンが登場している。声色のみならず台詞も変わっており、コミカルな面が影を潜めている。
また、デザイン違いとして、サタン本人がカーバンクルの着ぐるみを着たきいろいサタン（Onesie Prince）が隠しキャラクターとして登場する。彼いわく「一心同体」であり、「明らかに最強の姿」であるとのこと。フィーバーでの組ぷよパターンは普通のサタンと同じ。
『ぷよぷよテトリス』では、プリンプタウンで「ぷよぷよ」と「テトリス」の世界が混ざり合う事件について調査をしている。その際、アルル達から事件の犯人だと疑われたり、「アルルの友達」を自称するティがアルルをそそのかしたと判断して彼をぷよ地獄に落とそうとしているが、最終的には彼らと和解している。エンディングではエコロと共に地球と時空の果てをつなぐ道を作っている。また、VSのデフォルトではテトリスサイドに属している。
『クロニクル』RPGモードでは絵本の中の異世界に飛ばされたアルルとカーバンクルの前に突如として姿を現し、アルルを突然「勇者」に任命し、「塔のところまで来い!」と言い残して姿を消した。ところが、塔でアルル達を待つのはあまりにも暇すぎて、自らパープルーンのとある地下道の奥まで向かって彼女たちを待ち受けることとなり、姿を現したり消したりしたのも実は演技であることが判明する。その後は塔内でアルル達の仲間になり、仕切り役として行動している。

## セッティング
キャラクターのモデルはタニス・リーの幻想小説『闇の公子』である。
また、マスクドサタンは元々は1階延長戦のために用意されていたが、意図的に遭遇しようとしても非常に困難な条件になったため、最上階にも登場させることになったとスタッフが語っている。

## サタンを演じた人物
声優
- 矢尾一樹 - PCE版『ぷよぷよCD』、『ぷよぷよ の〜てんSPECIAL』、PCE版『ぷよぷよCD通』
- うぃなぁ - 『魔導物語A ドキドキばけ〜しょん』
- MOO仁井谷 - 『ぷよぷよSUN』、『たいぷdaぷよぷよ』（一部除く）、ディスクステーション収録ムービー
- 橘黄昏 - 『わくわくぷよぷよダンジョン』、SS版『魔導物語』
- 小野健一 - 『ぷよぷよ〜ん』、『ぷよぷよDA!』
- 逢坂力 - 『ぷよぷよ!』、『ぷよぷよ7』、『ぷよぷよ!!』、『ぷよぷよ!!クエスト』、『ぷよぷよテトリス』、『ぷよぷよクロニクル』、『ぷよぷよテトリス2』
- ザンダー・モーブス（英） - 『ぷよぷよeスポーツ』、『ぷよぷよテトリス』、『ぷよぷよテトリス2』

俳優
- 天翔りいら - 舞台『ぷよぷよ オンステージ』

## 現実世界での扱い
コンパイル時代、『ぷよぷよSUN』のグッズの一つとして、サタンのキーチェーンが発売された。
また、セガ時代には組み立て式のカラーレジンキット「キャラグミン」が発売されている。

## 反響

### コンパイル時代における反響
ディスクステーションの人気投票は右図の通り。
なお、人気投票にはマスクド・校長先生も含めるものとする。
| 回     | 対象号 | 結果                       | 備考 | 注     |
| ------ | ------ | -------------------------- | --- | ------ |
| 第1回  | 7号    | -                          | 登場作品なし | [ 13 ] |
| 第2回  | 8号    | -                          | アンケートはがきの不備により実施できず                                                                                             | [ 14 ] |
| 第3回  | 9号    | 9位                        | 『魔導四五六』にて登場 | [ 15 ] |
| 第4回  | 10号   | -                          | 登場作品なし | [ 16 ] |
| 第5回  | 11号   | -                          | 登場作品なし | [ 17 ] |
| 第6回  | 12号   | 11位（サタン様）           | 『魔導物語 はちゃめちゃ期末試験』にて登場。 なお、本人の希望ということにより、サタン様とマスクド・校長先生は別枠扱いとなっている。 | [ 18 ] |
| 第6回  | 12号   | 19位（マスクド・校長先生） | 『魔導物語 はちゃめちゃ期末試験』にて登場。 なお、本人の希望ということにより、サタン様とマスクド・校長先生は別枠扱いとなっている。 | [ 18 ] |
| 第7回  | 13号   | 7位                        | 『アルル漫遊記』にて登場 | [ 19 ] |
| 第8回  | 14号   | 11位                       | 『ルルーの鉄拳春休み』ほかにて登場 なお、本人の希望ということにより、サタン様とマスクド・校長先生は同枠扱いとなっている。          | [ 20 ] |
| 第9回  | 15号   | -                          | 登場作品なし | [ 21 ] |
| 第10回 | 16号   | -                          | 登場作品なし | [ 22 ] |
| 第11回 | 17号   | -                          | | [ 23 ] |
| 第12回 | 18号   | 11位（マスクド・校長先生） | 『セリリのはっぴーばーすでぃ』にて登場                                                                                             | [ 24 ] |
| 第12回 | 19号   | 13位                       | ムービーほかにて登場 | [ 25 ] |
| 第13回 | 20号   | 13位                       | 『なぞぷよ』にて登場 | [ 26 ] |
| 第14回 | 21号   | 4位                        | 『SS魔導Javaゲーム』にて登場 | [ 27 ] |
| 第15回 | 22号   | 8位                        | 『魔導対戦はさむんちょ』にて登場                                                                                                   | [ 28 ] |
| 第16回 | 23号   | 11位                       | 『ぷよカード』にて登場 | [ 29 ] |
| 第17回 | 24号   | -                          | | [ 30 ] |
| 第18回 | 24号   | -                          | | [ 31 ] |
| 第19回 | 25号   | -                          | | [ 32 ] |

また、セガサターン版『魔導物語』の人気投票では8位だった。

### セガ時代における反響
ねとらぼが行ったぷよぷよシリーズ歴代作品の人気投票においては、投票の参加者から『ぷよぷよ! Puyopuyo 15th anniversary』におけるサタンのキャラクター性を評価する声が寄せられていた。